# 2 Brothers on the 4th Floor
2 Brothers on the 4th Floor — голландская евродэнс-группа, образованная в 1990 году в Утрехте братьями Мартином и Бобби Боерами. Группа добилась значительного успеха по всему миру и стала ярким представителем евродэнс-направления в девяностые годы.

## История

### 1990—1991: Начало
Основатели группы Бобби и Мартин Боеры начали свои первые музыкальные эксперименты в комнате многоквартирного дома на четвёртом этаже в Утрехте, где они на тот момент проживали. Этим объясняется и название коллектива. В 1990 году их сингл «Can’t Help Myself» попал в ротацию голландской радиостанции и стал международным хитом, в том числе и за океаном, так сингл попал в Billboard Dance Chart Chicago. Для живых выступлений Боеры пригласили в группу рэпера Da Smooth Baron MC и певицу Peggy 'The Duchess'. Их второй сингл «Turn Da Music Up» был несколько менее коммерчески успешным в связи с большим количеством контрафактной продукции, но тем не менее помог группе упрочить своё влияние на евродэнс сцене. После выпуска второго сингла группа взяла паузу. Мартин Боер на своей собственной студии создавал ремиксы под псевдонимом Dancability Productions для таких артистов как Becky Bell, Twenty 4 Seven и Luv', в то время как Бобби Боер занялся графическим дизайном обложек и CD для различных музыкантов.

### 1993—1994: Воссоединение иDreams

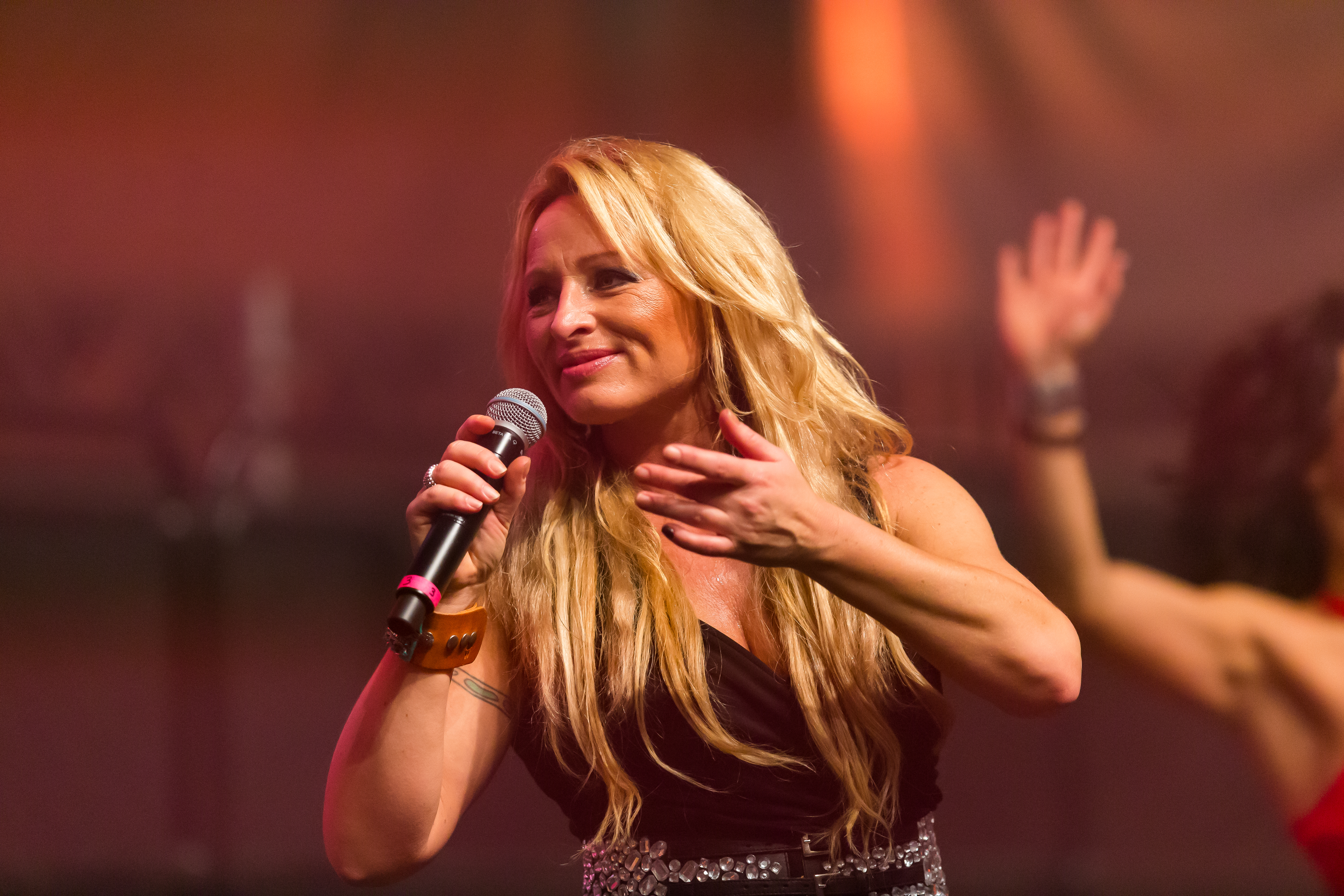
Désirée Manders в 2016 году

2 Brothers on the 4th Floor воссоединились в 1993 году. Бобби присоединился к Мартину в его студии и, через некоторое время, был выпущен сингл «Never Alone». Этот сингл был первым, в записи которого приняли участие новые участники коллектива: рэпер D-Rock и певица Des’Ray. D-Rock был участником концертов 2 Brothers On The 4th Floor ещё до того как в группе появился Da Smooth Baron MC, но из-за участия в другом проекте во время записи первого сингла «Can’t Help Myself» D-Rock не смог присоединиться к 2 Brothers on the 4th Floor. Des’Ray до этого работала с Бобби и Мартином в другом танцевальном проекте Fun Da Mental.
В 1994 году группа записала первый альбом Dreams, вобравший в себя все лучшие наработки направления евродэнс. Благодаря популярности танцевальной музыки в 90-е годы, альбом сразу же стал хитом на национальном и международном уровнях. Стиль и концепция группы были благосклонно восприняты аудиторией. Первый сингл с альбома «Never Alone» возглавлял чарты в течение многих недель и получил статус золотого альбома. Сингл «Dreams», состоящий из заглавной песни альбома и нескольких ремиксов, сразу же после выхода достиг вершины чартов и оставался на ней в течение многих недель (в том числе попал в топ-30 по версии журнала Billboard). Сингл «Let Me Be Free» выпущенный примерно в одно время с «Dreams» так же несколько недель продержался в первой десятке национального чарта.

### 1995—1997:2
В 1995 и 1996 2 Brothers on the 4th Floor продолжали работать над новым материалом и за два года выпустили ряд успешных синглов: «Fly (Through the Starry Night)», «Come Take My Hand» и «Fairytales». В этот период музыкальный жанр можно охарактеризовать как Happy Hardcore. В конце 1996 года группа объединила выпущенные ранее синглы и выпустила второй и на данный момент последний студийный альбом — 2.
После 2, группа продолжает экспериментировать со звучанием, так появляется сингл «One Day», в жанре R&B.

### 1997—2002
Выпустив ещё несколько не столь успешных синглов: «I’m thinkin' of U», «Do you know», «The sun will be shining», «Heaven is here», «Living in cyberspace», «Wonderful feeling» и «Stand up and live», группа попыталась выпустить третий студийный альбом, но в связи с реорганизацией звукозаписывающей компании альбом так никогда и не вышел в свет. В 2002 году Brothers on the 4th Floor перестаёт работать над новым материалом и давать концерты, хотя и не сообщает о своём распаде. В 2006 году группа продолжила свою концертную деятельность.

## Дискография

### Студийные альбомы
| Название | Детали                                                          | Наивысшая позиция |
| Название | Детали                                                          | NED               |
| -------- | --------------------------------------------------------------- | ----------------- |
| Dreams   | - Выпущен: 30 июля 1994 - Лейбл: Lowland Records - Формат: CD   | 5                 |
| 2        | - Выпущен: 30 ноября 1996 - Лейбл: Lowland Records - Формат: CD | 18                |

### Синглы
| Год                                                                          | Сингл                                                           | Наивысшая позиция | Наивысшая позиция | Наивысшая позиция | Наивысшая позиция | Наивысшая позиция | Наивысшая позиция | Наивысшая позиция | Наивысшая позиция | Наивысшая позиция | Наивысшая позиция | Статус        | Альбом              |
| Год                                                                          | Сингл                                                           | BEL (Vl)          | BEL (Wa)          | GER               | ITA               | NED               | NOR               | SUI               | SWE               | U.S. Dance        | UK                | Статус        | Альбом              |
| ---------------------------------------------------------------------------- | --------------------------------------------------------------- | ----------------- | ----------------- | ----------------- | ----------------- | ----------------- | ----------------- | ----------------- | ----------------- | ----------------- | ----------------- | ------------- | ------------------- |
| 1990                                                                         | «Can’t Help Myself»                                             | 21                | —                 | 32                | —                 | 6                 | —                 | —                 | —                 | 6                 | —                 |               | Dreams              |
| 1991                                                                         | «Turn da Music Up»                                              | 22                | —                 | —                 | —                 | 17                | —                 | —                 | —                 | —                 | —                 |               | Dreams              |
| 1993                                                                         | «Never Alone»                                                   | 3                 | —                 | —                 | 18                | 2                 | —                 | —                 | 38                | —                 | —                 | - NED: Золото | Dreams              |
| 1994                                                                         | «Dreams (Will Come Alive)»                                      | 8                 | —                 | 25                | 4                 | 1                 | —                 | 32                | 14                | —                 | 107               | - NED: Золото | Dreams              |
| 1994                                                                         | «Let Me Be Free»                                                | 11                | —                 | 43                | 11                | 7                 | —                 | —                 | 23                | —                 | —                 |               | Dreams              |
| 1995                                                                         | «Fly (Through the Starry Night)»                                | 19                | 30                | —                 | 15                | 6                 | —                 | —                 | 24                | —                 | —                 |               | 2                   |
| 1995                                                                         | «Come Take My Hand»                                             | 9                 | —                 | —                 | 16                | 4                 | 12                | —                 | 28                | —                 | —                 |               | 2                   |
| 1996                                                                         | «Fairytales»                                                    | 46                | —                 | —                 | —                 | 4                 | —                 | —                 | 49                | —                 | —                 |               | 2                   |
| 1996                                                                         | «Mirror of Love»                                                | 22                | —                 | —                 | —                 | 6                 | —                 | —                 | 44                | —                 | —                 |               | 2                   |
| 1996                                                                         | «There’s a Key»                                                 | —                 | —                 | —                 | —                 | 7                 | —                 | —                 | —                 | —                 | —                 |               | 2                   |
| 1996                                                                         | «Christmas Time» (Рождественская версия песни «There Is a Key») | —                 | —                 | —                 | —                 | —                 | —                 | —                 | —                 | —                 | —                 |               | 2                   |
| 1997                                                                         | «One Day»                                                       | —                 | —                 | —                 | —                 | 15                | —                 | —                 | —                 | —                 | —                 |               | 2                   |
| 1997                                                                         | «I’m Thinkin' of U»                                             | 48                | —                 | —                 | —                 | 20                | —                 | —                 | —                 | —                 | —                 |               | Внеальбомные синглы |
| 1998                                                                         | «Do You Know?»                                                  | —                 | —                 | —                 | —                 | 26                | —                 | —                 | —                 | —                 | —                 |               | Внеальбомные синглы |
| 1998                                                                         | «The Sun Will Be Shining»                                       | —                 | —                 | —                 | —                 | 29                | —                 | —                 | —                 | —                 | —                 |               | Внеальбомные синглы |
| 1999                                                                         | «Heaven Is Here»                                                | —                 | —                 | —                 | —                 | 52                | —                 | —                 | —                 | —                 | —                 |               | Внеальбомные синглы |
| 1999                                                                         | «Living in Cyberspace»                                          | —                 | —                 | —                 | —                 | 28                | —                 | —                 | —                 | —                 | —                 |               | Внеальбомные синглы |
| 2000                                                                         | «Wonderful Feeling»                                             | —                 | —                 | —                 | —                 | 44                | —                 | —                 | —                 | —                 | —                 |               | Внеальбомные синглы |
| 2001                                                                         | «Stand Up and Live»                                             | —                 | —                 | —                 | —                 | —                 | —                 | —                 | —                 | —                 | —                 |               | Внеальбомные синглы |
| 2016                                                                         | Dreams 2016                                                     | __                | __                | __                | __                | __                | __                | __                | __                | __                | __                |               |                     |
| 2021                                                                         | Come Take My Hand / Dreams (Will Come Alive)                    | __                | __                | __                | __                | __                | __                | __                | __                | __                | __                |               |                     |
| «—» обозначает, что альбом не вошёл в чарт или не был издан в данной стране. |                                                                 |                   |                   |                   |                   |                   |                   |                   |                   |                   |                   |               |                     |